# Европа-хаус (Лейпциг)
Европа-хаус (нем. Europahaus) — историческое офисное тринадцатиэтажное здание в немецком городе Лейпциг на западе федеральной земли Саксония. Второе высотное здание Лейпцига.
В архитектурном плане Европа-хаус представляет собой симметричный комплекс из расположенной по центру тринадцатиэтажной «главной башни», по обеим сторонам которой расположены семиэтажные «боковые флигели». Главный фасад выходит на кольцевую улицу Ринг и Аугустусплац.
Выстроенный по проекту Отто Пауля Бургхардта (нем. Otto Paul Burghardt, 1875—1959), Европа-хаус стал первым и в то же самое время последним осуществлённым проектом новой концепции развития внутреннего города Лейпцига, предложенной в 1927 году городским архитектором Хубертом Риттером (1886—1967). План, известный как Ringcity-Konzept, предусматривал не только окончательное превращение старого центра города в деловой и финансово-торговый район (англ. city), но и возведение высотных зданий по американскому образцу вдоль внешней стороны Ринга.
При этом изначальный проект Бургхардта предполагал не только постройку угловой башни, но и её большую этажность, которая однако была снижена по требованию строительной комиссии саксонского министерства внутренних дел под руководством Вильгельма Крайса, негативно оценивавшего современные ему архитектурные тенденции. Реализованное в итоге сооружение получило максимально упрощённый в оформлении фасад, единственным украшением которого являются напоминающие о влиянии экспрессионизма строгие вертикали, придающие всему зданию известную устремлённость вверх. Архитектурное акцентуирование нижних и верхних этажей Европа-хауса, а также его главного входа было устранено при частичной перестройке в 1965 году, при которой первый этаж был «прошит» пешеходной галереей, ставшей необходимой после расширения Ринга; в это же время прекратил своё существование ресторан на крыше здания.
Во времена существования ГДР здесь располагалось окружное управление Государственного страхования ГДР (нем. Staatliche Versicherung der DDR); в настоящее время одним из основных арендаторов здания является коммунальная энергетическая компания нем. Stadtwerke Leipzig, входящая в холдинг LVV (нем. Leipziger Versorgungs- und Verkehrsgesellschaft).